# Anthony Poola
Anthony Poola (ఆంథోనీ పూలా; Poluru, 15 novembre 1961) è un cardinale e arcivescovo cattolico indiano, dal 19 novembre 2020 arcivescovo metropolita di Hyderabad.

## Biografia
Anthony Poola è nato il 15 novembre 1961 a Poluru. Proveniente da una famiglia cattolica di etnia Telugu ed appartenente al gruppo sociale dei dalit, ovvero quello più svantaggiato nel sistema delle caste indiano, è uno dei sei figli, tre fratelli e tre sorelle, di Arogyamma e P. C. Anthony Poola. È stato battezzato il 20 novembre, cinque giorni dopo la nascita, nella Holy Family Church di Poluru.

### Formazione e ministero sacerdotale
Nel 1967 ha cominciato l'istruzione elementare nella Zillah Parished del villaggio natale, per poi proseguire dal 1972 alla Z.P.H.School a Gadivemula, dove è rimasto fino al 1975. Si è trasferito a Kurnool nel 1977, frequentando prima il liceo alla St. Mary's School fino al 1979 e poi il Seminario minore, dove ha ottenuto il diploma nel 1980; lo stesso anno ha cominciato gli studi universitari di primo livello al Coles Memorial College, continuando quelli superiori dal 1982 al S.T.B.C.College, dove ha conseguito il Bachelor of Commerce, la laurea in economia, nel 1985.
Sentendo maturare la vocazione al sacerdozio, poco dopo ha cominciato un corso di orientamento della durata di un anno al St. Paul's Seminary di Nuzvid, per poi spostarsi nel 1986 al St. Peter's Pontifical Seminary di Bangalore, dove ha ottenuto il dottorato di ricerca in filosofia l'anno seguente; dopo una breve parentesi di studi al St. Joseph's Junior College di Kadapa, dove rimase dal 1987 al 1988, è tornato al seminario di Bangalore, conseguendo il Bachelor of Theology, la laurea in teologia, dopo un quadriennio.
Al termine del percorso, ha ricevuto l'ordinazione sacerdotale il 20 febbraio 1992, nella St. Mary's Cathedral a Kadapa, incardinandosi come presbitero della diocesi di Cuddapah all'età di trent'anni. Poco dopo gli è stato affidato il primo incarico pastorale come vicario parrocchiale nella medesima cattedrale, venendo poi trasferito nel 1993 alla parrocchia del villaggio di Amagampalli. È stato promosso parroco di Tekurpeta nel 1994, divenendo al contempo insegnante della scuola per corrispondenza RCM Elementary Schools a Chinayarasal e Kappalapalli, mentre nel 1995 gli sono stati assegnati gli uffici di parroco della Holy Cross Church a Veerapally e della Our Lady of Fathima Church a Badvel, divenendo pure direttore della pensione St. Thomas Boarding Home in quest'ultima città. Nel 2000 è diventato insegnante della scuola per corrispondenza RCM UP School a Veerapally e Konasamudram, nonché direttore del Vander Valk Boy's boarding Home.
Nel 2001 si è trasferito negli Stati Uniti d'America: qui è stato per un anno a Kalamazoo per studiare educazione pastorale clinica (CPE) presso il dipartimento di pastorale ed educazione del Bronson Methodist Hospital, servendo al contempo nella St. Joseph's Catholic Church; nel 2002 si è spostato a Chicago per frequentare il corso di religione ed impegno teologico alla Loyola University, conseguendo il master e operando nella St. Genevieve Catholic Church.
Tornato in India nel 2003, nell'ambito della diocesi di Cuddapah è stato nominato consultore, segretario per l'educazione, vice-amministratore delle scuole e coordinatore dello Sponsorship Program; è divenuto anche coordinatore della Christian Foundation for Children and Aging, venendone promosso direttore nel 2004. Ha ricoperto tali incarichi fino alla promozione all'episcopato.
Di madrelingua telugu, sa parlare e scrivere in hindi e conosce il tamil e il kannada. Appassionato di musica, ha anche scritto i testi delle seguenti canzoni nella sua lingua madre: "Sneha Sravanthi", "Divya Kanthi" Saraagam, "Jeevanaraagam" Nene Neevai, "Amrutha Varshini".

### Ministero episcopale e cardinalato
L'8 febbraio 2008 papa Benedetto XVI lo ha nominato, quarantaseienne, vescovo di Kurnool; è succeduto a Johannes Gorantla, morto a soli cinquantaquattro anni il 20 gennaio 2007. Ha ricevuto la consacrazione episcopale il 19 aprile seguente, davanti al JMJ College di Kurnool, per imposizione delle mani di Marampudi Joji, arcivescovo metropolita di Hyderabad, assistito dai co-consacranti Kagithapu Mariadas, M.S.F.S., arcivescovo metropolita di Visakhapatnam, e Bali Gali, vescovo di Guntur; ha preso possesso della diocesi lo stesso giorno, nella Our Lady of Lourdes Cathedral. Come suo motto episcopale ha scelto Good news to the poor, che tradotto vuol dire "Un lieto messaggio ai poveri" (Luca 4, 18).
Per due volte si è recato in Vaticano, assieme ad altri membri dell'episcopato indiano, per la visita ad limina apostolorum, allo scopo di discutere con il pontefice della situazione e dei problemi relativi alla sua diocesi: il 26 maggio 2011 ed il 17 settembre 2019.
In ambito della Conferenza dei vescovi cattolici del Telugu (TCBC), nel 2008 è stato eletto presidente della Commissione per i giovani e della Commissione per le caste arretrate, concludendo tali mandati nel 2015, e della Società dei servizi sociali dell'Andhra Pradesh, fino al 2020. Nel 2014 è stato poi eletto segretario generale, tesoriere e segretario della comunità sacerdotale della stessa TCBC, presidente del Sikh Village Campus e presidente della Jeevan in-state Printing Press, concludendo tutti gli uffici nel 2020.
Il 19 novembre 2020 papa Francesco lo ha promosso, cinquantanovenne, arcivescovo metropolita di Hyderabad; è succeduto al settantaseienne Thumma Bala, dimissionario per raggiunti limiti d'età. Ha preso possesso dell'arcidiocesi durante una cerimonia svoltasi nella St. Joseph's Cathedral il 3 gennaio 2021, mentre il 29 giugno successivo, giorno della solennità dei Santi Pietro e Paolo, si è recato presso la basilica di San Pietro in Vaticano, dove il pontefice gli ha consegnato il pallio, simbolo di comunione tra la Santa Sede e il metropolita, che gli è stato imposto in una celebrazione successiva.
Il 29 maggio 2022, al termine del Regina Caeli, papa Francesco ha annunciato la sua creazione a cardinale; nel concistoro del 27 agosto seguente lo ha creato cardinale presbitero dei Santi Protomartiri a Via Aurelia Antica. Il 2 luglio 2023 ha preso possesso del titolo cardinalizio.
Dal 29 ottobre 2022 al 30 aprile 2024 è stato anche amministratore apostolico di Nalgonda.
Il 7 e 8 maggio 2025 ha partecipato come cardinale elettore al conclave che ha portato all'elezione di papa Leone XIV.
Il cardinale è a capo della Hyderabad Archdiocese Social Services Society, organizzazione sostenuta da Miseror che emana dalla Conferenza episcopale tedesca. Nel 2023 la HASSS ha organizzato alcuni progetti umanitari, una festa della donna per la comunità transgender e ha pubblicamente sostenuto l'apertura del Dicastero per la Dottrina della Fede alla presenza di omosessuali e transgender nei battesimi e nei matrimoni.

## Genealogia episcopale e successione apostolica
La genealogia episcopale è:
- Cardinale Scipione Rebiba
- Cardinale Giulio Antonio Santori
- Cardinale Girolamo Bernerio, O.P.
- Arcivescovo Galeazzo Sanvitale
- Cardinale Ludovico Ludovisi
- Cardinale Luigi Caetani
- Cardinale Ulderico Carpegna
- Cardinale Paluzzo Paluzzi Altieri degli Albertoni
- Papa Benedetto XIII
- Papa Benedetto XIV
- Papa Clemente XIII
- Cardinale Giovanni Francesco Albani
- Cardinale Carlo Rezzonico
- Cardinale Antonio Dugnani
- Arcivescovo Jean-Charles de Coucy
- Cardinale Gustave-Maximilien-Juste de Croÿ-Solre
- Vescovo Charles-Auguste-Marie-Joseph Forbin-Janson
- Cardinale François-Auguste-Ferdinand Donnet
- Vescovo Charles-Emile Freppel
- Cardinale Louis-Henri-Joseph Luçon
- Cardinale Charles-Henri-Joseph Binet
- Cardinale Maurice Feltin
- Cardinale Jean-Marie Villot
- Arcivescovo Giorgio Zur
- Arcivescovo Marampudi Joji
- Cardinale Anthony Poola

La successione apostolica è:
- Vescovo Prakash Sagili (2024)
- Vescovo Johannes Gorantla, O.C.D. (2024)
- Vescovo Karnam Dhaman Kumar, M.S.F.S. (2024)
- Vescovo Anthony Das Pilli (2025)
- Vescovo Paul Prakash Saginala (2025)